# Robert Grosvenor (1767-1845)
Pour les articles homonymes, voir Robert Grosvenor.
Robert Grosvenor, 1er marquis de Westminster, né le 22 mars 1767 et mort le 17 février 1845, est un aristocrate et parlementaire britannique. Il a largement contribué à développer la fortune familiale en acquérant de nombreux biens à Londres. Il restaure également Eaton Hall, propriété ancestrale des Grosvenor dans le Cheshire et fait construire Grosvenor House. C'est aussi un amateur connu de courses de chevaux.

## Origines familiales et formation
Robert Grosvenor est né le 22 mars 1767 dans la paroisse Saint-Georges à Londres. Il est le troisième fils et le seul enfant survivant de Richard Grosvenor, 1er comte Grosvenor et de Henrietta Vernon. Son père un membre du parlement, grand collectionneur d'art et passionné d'élevage de chevaux. Sa mère, malheureuse en ménage, a notamment été la maîtresse du duc de Cumberland. À sa naissance, il porte le titre de vicomte de Belgrave.
Son père lui donne William Gifford comme tuteur particulier. Il commence ses études à la Westminster School puis à la Harrow School, et obtient finalement sa maîtrise en arts au Trinity College de Cambridge en 1786. Ensuite, comme tout bon aristocrate à l'époque, il entreprend son Grand Tour jusqu'en 1788, accompagné de son tuteur, qui le décrit comme un élève aimable et accompli.

## Carrière politique

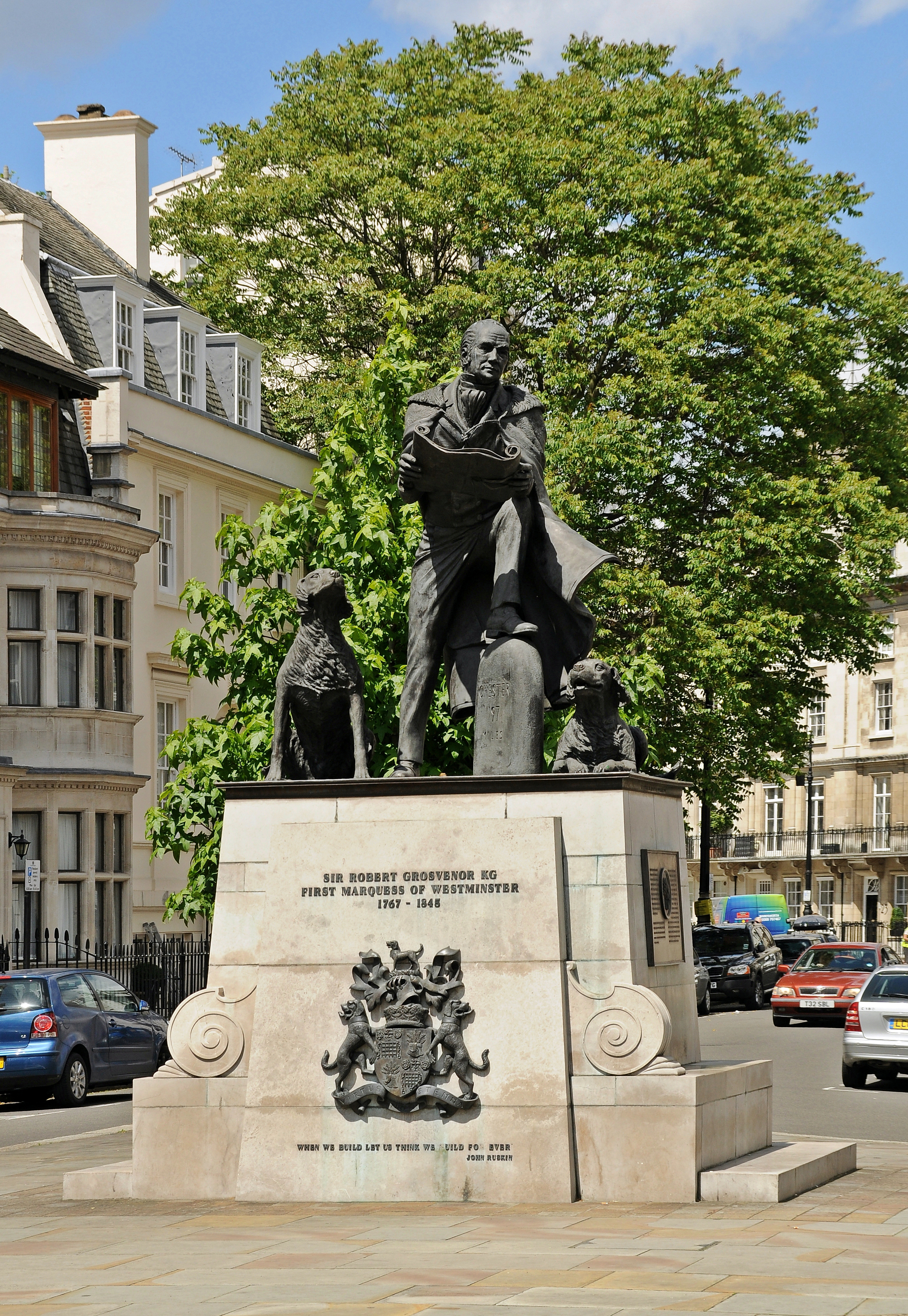
Statue de Robert Grosvenor, 1er marquis de Westminster.

En 1788, son cousin Richard Drax-Grosvenor (1762-1819) lui laisse sa place de député pour l'East Looe. Dans son premier discours à la Chambre des communes, il cite Démosthène, ce qui lui vaut d'être surnommé « Monseigneur du Grec » par le satiriste Peter Pindar. Le 12 août 1789, il est nommé lord de l'Amirauté. En 1790 il est élu député pour Chester. Il perpétue la tradition familiale en siégeant avec les conservateurs et soutient la politique de William Pitt. En 1793 il est également nommé commissaire de l'India Board.
En 1798, il lève un régiment de volontaires à Westminster pour lutter contre la France révolutionnaire et devient lord-lieutenant du Flintshire. Lorsque son père meurt le 5 août 1802, il devient 2e comte Grosvenor et doit quitter son siège de député pour Chester. À la mort de Pitt en 1806, il prend clairement parti pour les whigs. En 1807 il devient maire de Chester ; c'est notamment lui qui commande à l'architecte Thomas Harrison la construction de la Northgate qui sera achevée en 1810.
Au parlement, Grosvenor soutient les victimes du massacre de Peterloo en 1819 ; il est favorable à l'émancipation des catholiques ; et à l'abolition des Corn Laws. Homme de principe, il défend la reine Caroline, délaissée par son mari Georges IV. Une anecdote rapporte qu'il aurait jeté un livre de prières à la tête du roi qui refusait que sa femme n'assiste à son couronnement. Il refuse que l'hôtel de ville serve à la cérémonie de remise des clés de la ville à Wellington, que Grosvenor n'apprécie guère. A l'occasion du couronnement de Guillaume IV, il est fait marquis de Westminster. Il participe également au couronnement de Victoria en 1837 et est finalement reçu chevalier de la Jarretière le 11 mars 1841.
Grosvenor est décédé à Eaton Hall le 17 février 1845 et est enterré dans le caveau de la famille en l'église Sainte-Marie d'Eccleston.

## Mariage et descendance
Le 28 avril 1794, Grosvenor épouse Eleanor Egerton (1770-1846), unique enfant de Thomas Egerton (1er comte de Wilton). Ils ont quatre enfants :
- Richard Grosvenor (2e marquis de Westminster) (1795-1869), devenu 2e marquis de Westminster à la mort de son père ;
- Thomas Egerton (2e comte de Wilton) (1799-1882), devenu 2e comte de Wilton à la mort de son grand-père maternel ;
- Robert Grosvenor (1er baron Ebury) (1801-1893), baron Ebury ;
- Amelia (1802-1814).